# Campeonato Mundial de Ciclismo em Estrada de 1987

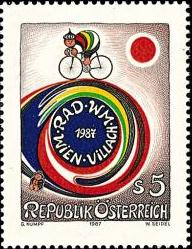
Selo da Competição.

Os Campeonatos do mundo de ciclismo em estrada de 1987 celebrou-se na cidade austríaca de Villach a 5 e 6 de setembro de 1987. Stephen Roche completou a extraordinária Coroa Tripla, ganhando a Volta a Itália e a Volta a França, antes de conseguir o Mundial. Antes, tão só o tinha conseguido Eddy Merckx em 1974.
Por outro lado, a novidade desta edição foi a introdução da modalidade de crono por equipas feminino. A equipa da União Soviética foram as primeiras ganhadoras desta modalidade.

## Resultados
| Event                       | Ouro                                                                                              | Ouro       | Prata                                                                               | Prata | Bronze                                                                             | Bronze |
| --------------------------- | ------------------------------------------------------------------------------------------------- | ---------- | ----------------------------------------------------------------------------------- | ----- | ---------------------------------------------------------------------------------- | ------ |
| Provas masculinas           |                                                                                                   |            |                                                                                     |       |                                                                                    |        |
| Homens - corrida em linha   | Stephen Roche · Irlanda                                                                           | 6h 50' 02" | Moreno Argentin · Itália                                                            | + 1"  | Juan Fernández · Espanha                                                           | s.t.   |
| Contrerrelógio por equipas  | Itália · Roberto Fortunato · Eros Poli · Mario Scirea · Flavio Vanzella                           | -          | União Soviética · Viktor Klimov · Asiat Saitov · Igor Sumnikov · Evgueni Zagrebelny | -     | Áustria · Helmut Wechselberger · Bernard Rassinger · Mario Traxl · Johann Lienhart | -      |
| Amador - corrida em linha   | Richard Vivien · França                                                                           | -          | Hartmut Bölts · Alemanha Ocidental                                                  | -     | Alex Pedersen Predefinição:DÊEM                                                    | -      |
| Provas femininas            |                                                                                                   |            |                                                                                     |       |                                                                                    |        |
| Mulheres - corrida em linha | Jeannie Longo-Ciprelli · França                                                                   | 1h 46' 40" | Heleen Hage · Países Baixos                                                         | + 12" | Connie Meijer · Países Baixos                                                      | s.t.   |
| Contrerrelógio por equipas  | União Soviética · Nadesja Kibardina · Alla Jakovleva · Tamara Poliakova · Liubova Pogovitchaikova | -          | Estados Unidos · Inga Thompson · Sue Ehlers · Jane Marshall · Leslie Schenk         | -     | Itália · Francesca Galli · Roberta Bonanomi · Imelda Chiappa · Monica Bandini      | - -    |